# Thể Dục
Thể Dục là một xã thuộc huyện Nguyên Bình, tỉnh Cao Bằng, Việt Nam.

## Địa lý
Xã Thể Dục nằm ở phía bắc huyện Nguyên Bình, có vị trí địa lý:
- Phía đông giáp thị trấn Nguyên Bình
- Phía tây giáp thị trấn Tĩnh Túc và xã Vũ Nông
- Phía nam giáp xã Quang Thành
- Phía bắc giáp huyện Hà Quảng và xã Triệu Nguyên.

Xã Thể Dục có diện tích 27,55 km², dân số năm 2019 là 1.400 người, mật độ dân số đạt 51 người/km².
Trên địa bàn xã có một số ngọn núi như Khuổi Âu, Còi Mĩ, Sam Kha. Đây là xã thượng nguồn của sông Nguyên Bình. Quốc lộ 34 chạy qua phía nam của xã.

## Lịch sử
Sau năm 1975, Thể Dục là một xã thuộc huyện Nguyên Bình.
Ngày 25 tháng 6 năm 1986, sáp nhập 2.580 ha diện tích tự nhiên với 1.157 người của xã Thể Dục vào thị trấn Nguyên Bình.
Đến năm 2019, xã Thể Dục được chia thành 7 xóm: Tổng Ngà, Nà Biốc, Bản Nùng 1, Bản Nùng 2, Pác Bó, Phia Toọc, Lũng Nọi.
Ngày 9 tháng 9 năm 2019, Hội đồng Nhân dân tỉnh Cao Bằng ban hành Nghị quyết số 27/NQ-HĐND về việc:
- Sáp nhập hai xóm Bản Nùng 1 và Bản Nùng 2 thành xóm Bản Nùng
- Sáp nhập hai xóm  Pác Bó và Phia Toọc thành xóm Phia Bó.

## Hành chính
Xã Thể Dục được chia thành 5 xóm: Bản Nùng, Lũng Nọi, Nà Biốc, Phia Bó, Tổng Ngà.